# 野田久美子
野田 久美子（のだ くみこ、1986年4月21日 - ）は徳島県徳島市出身のミュージカル女優。

## 来歴・人物
幼い頃から、習い事を9つ習う忙しい小学生時代を過ごす。小学5年生より地元のミュージカルスクール「WITH」に通い、歌・ダンス・芝居の楽しさを知る。高校2年生で劇団四季のオーディションを受け合格。研究生1年を経て、劇団四季の「ライオンキング」に出演。その後、音楽座ミュージカル/Ｒカンパニーに入団し「リトルプリンス」の主演・王子役に抜擢され、以後主要キャストとしてキャリアを積む。退団後は、ホリプロ・ブッキング・エージェンシーに所属。ミュージカルを中心にドラマや映画などで活躍。現在は歌や芝居の指導もしている。

## 出演

### ドラマ
- 水曜ミステリー9「さすらい署長 風間昭平11みやぎ松島湾殺人事件」（2014年10月8日、テレビ東京） - 小島小百合 役
- 三匹のおっさん2〜正義の味方、ふたたび!!〜 第7話（2015年6月5日、テレビ東京）
- 宮部みゆきサスペンス「模倣犯」第1夜（2016年9月21日、テレビ東京） - 長崎正子 役
- アライブ がん専門医のカルテ（2020年） - 猪瀬浩美

### バラエティ
- キューピットは芸能人・タカトシのラブカ（2013年2月、日本テレビ）
- 表参道MODE「歯医者編」(2014年8月、テレビ東京)

### 映画
- 波乗りオフィスへようこそ（2019年4月公開、マジックアワー） - 徳永麻子 役

### ミュージカル・舞台
- 劇団四季 「ライオンキング」 (2004年)
- 音楽座ミュージカル 「リトルプリンス」(2006年) 　主演 王子役
- 音楽座ミュージカル 「アイ・ラブ・坊ちゃん」(2007年)　 猫役
- 音楽座ミュージカル 「メトロに乗って」(2007年)　貞子役
- 音楽座ミュージカル 「リトルプリンス」(2008年)　主演 王子役
- 音楽座ミュージカル 「七つの人形の恋のものがたり」(2008年)　人形ジジ役
- 音楽座ミュージカル 「マドモアゼル・モーツァルト」 (2008年)
- 音楽座ミュージカル 「シャボン玉とんだ宇宙までとんだ」(2009年) 　和子役
- 音楽座ミュージカル 「泣かないで」(2009年)　菊江役
- スイセイミュージカル 「FAME」 (2010年)　セリーナ役
- 東宝ミュージカル 「レ・ミゼラブル」 (2011年)
- エステー主催 「赤毛のアン」 (2011年)　ダイアナ・バリー役
- Moratorium Pants 旗揚げ公演「入場料一八八〇円音楽とドリンクつき」(2011年)　主演・女役
- 徳島県民ミュージカル (2011年) 　ゲスト出演
- ミュージカル 「ハロー・ドーリー」富山オーバード・ホール (2012年)　ミニー・フェイ役
- ミュージカル 「パルレ」 俳優座劇場 (2012年)
- ミュージカル 「ひめゆり」 シアター1010 (2012年)
- ミュージカル 「マリオネット」六行会ホール (2012年)
- ミュージカル 「ミー＆マイガール」富山オーバード・ホール (2013年)
- ミュージカル 「ひめゆり」 シアター1010 (2013年)
- ミュージカル 「ハロー・ドーリー」富山オーバード・ホール/東京芸術劇場 (2013年)
- ミュージカル 「ザ・ビューティフル・ゲーム」 新国立劇場 小劇場 (2014年)
- ブロードウェイミュージカル 「ピーターパン」 東京国際フォーラム ホールC (2014年)
- エンターテイメントショー 「Shoes On!」 博品館劇場 (2015年)
- ブロードウェイミュージカル 「ピーターパン」 東京国際フォーラム ホールC (2015年)
- ミュージカル 「ミー&マイガール」 国際フォーラム ホールC (2015年)
- ミュージカル 「ミルキーウェイ」 六行会ホール (2016年)
- エンターテイメントショー 「Shoes On!」 博品館劇場 (2016年)
- ミュージカル 「snow mango」 博品館劇場 (2016年)
- もじゃもじゃ頭とへらへら眼鏡 「日本国　横浜　お浜様」主演 (2017年)
- 音楽劇 「君よ生きて」 (2017年)
- ミュージカル座  「ハートスートラ」 (2017年)
- 劇団☆新感線  『髑髏城の七人〜season鳥』 (2017年)
- マサ子の間男  PRESENTS 歌喜劇「ああ、酒よ」 (2017年)
- 劇団☆新感線  『髑髏城の七人〜season月』 (2017年～2018年)
- 「ツクリバナシ」下北沢「劇」小劇場 (2018年)
- ミュージカル「Woman～源氏物語より～」六行会ホール (2018年)
- 劇団バルスキッチン『情熱リザレクション』シアターブラッツ 主演 (2018年7月4日〜8日)
- 女三人芝居「邂逅」 演出 (2018年7月22日)
- 詠み人知らづ 第1回公演 『空気空気空気って！』ヒロイン (2018年8月30日〜9月2日)
- 『The Silver Tassie 銀杯』世田谷パブリックシアター (2018年11月9日～11月25日)
- 『GLORY〜婆あにラブソングを〜』千本桜ホール 主演 (2018年12月28日～12月30日）

- オリジナルミュージカル「金平糖1.0」Art Live Space 「Special Colors」先生役 (2019年03月7日～11日)
- ハッピーウェディング 　演出　(2019年7月10日.21日.8月4日.21日.22日.10月17日)

### コンサート・ライブ
- NODA KUMIKO BIRTHDAY LIVE(2019年4月21日)